# Limozota virgata
Limozota virgata là một loài bọ cánh cứng trong họ Cerambycidae.